# Spólnik (potok)
Spólnik (Kusonka) – potok, prawy dopływ Jasienianki (na niektórych mapach nazywanej Wojnarówką) o długości 7,96 km i powierzchni zlewni 27,23 km².
Zlewnia potoku Spólnik znajduje się na Pogórzu Rożnowskim, a jego źródła w miejscowości Janczowa. Spływa w południowo-wschodnim kierunku przez miejscowości Łyczana i Korzenna, gdzie uchodzi do Jasienianki na wysokości około 315 m.
Na niektórych mapach dolna część biegu Spólnika opisywana jest jako Łyczanka.